# 広島県立庄原特別支援学校
広島県立庄原特別支援学校（ひろしまけんりつ しょうばらとくべつしえんがっこう）は、広島県庄原市三日市町にある県立特別支援学校。三次市粟屋町に「三次・粟屋分級」を持つ。

## 学部
- 小学部
- 中学部
- 高等部

## 沿革
- 1979年（昭和54年）4月1日 - 「広島県立庄原養護学校」として開校。
- 2007年（平成19年）4月1日 - 校名を「広島県立庄原養護学校」から「広島県立庄原特別支援学校」に名称変更。